# Max Scheler
Max Ferdinand Scheler (München, 22 augustus 1874 – Frankfurt am Main, 19 mei 1928) was een Duits-joodse filosoof bekend voor zijn werk in de fenomenologie en de wijsgerige antropologie. Hij wordt soms beschreven als de "eerste fenomenoloog" na Edmund Husserl of de "katholieke Nietzsche." José Ortega y Gasset noemde hem "de eerste mens in het filosofisch paradijs." In zijn filosofie legt hij vooral de nadruk op begrippen als liefde, God, waarde en persoon. In zijn tijd was hij een van de bekendste en invloedrijkste filosofen, maar vandaag de dag is zijn bekendheid grotendeels verdwenen.

## Leven en werk
Scheler werd geboren in München in 1874 in een gezin van joodse afkomst: zijn moeder was een orthodox-joodse vrouw, terwijl zijn vader een protestantse ex-rentmeester was. In het begin van zijn leven blonk hij niet uit als student, hoewel hij wel al interesse had in de filosofie, en voornamelijk in het werk van Friedrich Nietzsche. In zijn jeugd dweepte hij ook met marxistische ideeën. Hij studeerde eerst aan de universiteit van Jena onder Rudolf Eucken. Aan de universiteit van Berlijn bezocht hij in 1895 colleges van Wilhelm Dilthey en Georg Simmel. Twee jaar later, in 1897, verkreeg hij zijn doctoraat en in 1899 zijn habilitatie. Rond deze periode bekeerde Scheler zich tot het rooms-katholieke geloof en liet zich dopen. In 1898 ontmoette hij de socioloog Max Weber in Heidelberg en hij verdiepte zich in de Franse filosofie, en voornamelijk in het werk van Henri Bergson, wiens werk grotendeels door Scheler zelf in de Duitse intellectuele kringen werd geïntroduceerd.
Hij doceerde in Jena tot 1906, waarop hij verhuisde naar de rooms-katholieke Ludwig Maximilians-Universiteit in München. Hier verdiepte hij zich voornamelijk in de fenomenologie van Edmund Husserl. Scheler had Husserl al ontmoet in 1901 in Halle, en in 1902 aan de Maarten Luther-Universiteit en in München doceerde in die tijd ook Husserls leermeester Franz Brentano. Scheler trad hier toe tot de "fenomenologische kring" met onder anderen M. Beck, Th. Conrad, J. Daubert, M. Geiger, Dietrich von Hildebrand, Theodor Lipps en Alexander Pfänder. De relatie tussen Scheler en Husserl was eerder afstandelijk en hij stond dan ook kritisch tegenover Husserls Logische Untersuchungen (1900-1901) en Ideen I (1913). Een gelijkaardige houding had hij ook tegenover Martin Heideggers Sein und Zeit (1927).
In 1910 moest hij deze universiteit verlaten vanwege een controverse rond overspel en zijn scheiding met zijn eerste vrouw Amalie von Dewitz. In 1912 trouwde hij opnieuw, namelijk met Märit Furtwängler, de zus van Wilhelm Furtwängler. Toen de Eerste Wereldoorlog uitbrak, werd hij aanvankelijk opgeroepen, maar later geweigerd vanwege astigmatisme van de ogen. Dit weerhield hem er echter geenszins van om actief te dwepen met het oorlogsbegin, zoals zovele intellectuelen destijds. In de volgende jaren hield hij lezingen in koffiehuizen en andere locaties in Göttingen buiten het academisch milieu. Dit waren ondanks de financiële moeilijkheden zeer productieve jaren voor Scheler: zijn eerste grote werken, Zur Phänomenologie und Theorie der Sympathiegefühle und von Liebe und Haß (1913) en Der Formalismus in der Ethik und die materiale Wertethik (1913 - 1916), verschenen in deze periode. In Göttingen kwam hij ook in contact met denkers als Hedwig Conrad-Martius, Moritz Geiger, Jean Hering, Roman Ingarden, Alexandre Koyré, Adolf Reinach en Edith Stein. Vervolgens verhuisde hij voor een korte periode naar Berlijn, als onafhankelijk schrijver, en werd bevriend met Walther Rathenau en Werner Sombart.
Later, in 1919, verkreeg hij dan toch weer een baan als professor, nu in de filosofie en sociologie aan de universiteit van Keulen. Hier schreef hij het religieuze werk Vom Ewigen im Menschen (1921) en werd bevriend met Otto Dix. Vanaf 1921 deed er zich echter een verschuiving voor in zijn persoonlijk leven, grotendeels door zijn tweede scheiding en zijn derde huwelijk, en liet hij het katholiek geloof achter zich. Hierdoor verschoof zijn aandacht naar de wijsgerige antropologie. Uiteindelijk accepteerde hij in 1928 nog een baan als professor aan de universiteit van Frankfurt, maar stierf vooraleer hij deze functie kon uitoefenen. Tijdens zijn laatste jaren was zijn gezondheid sterk achteruit gegaan, grotendeels te wijten aan het feit dat hij een kettingroker was. Hij stierf op 19 mei 1928 aan een hartaanval in het ziekenhuis te Frankfurt. Ondanks het feit dat hij in de jaren 20 bekendstond als een van de meest vooraanstaande filosofen uit de hedendaagse filosofie, verdween zijn reputatie snel na zijn dood, gedeeltelijk door onderdrukking door het opkomend nazisme na 1933 vanwege zijn joodse achtergrond.
Zijn denken kan opgedeeld worden in drie periodes. In de eerste periode stond hij sterk onder de invloed van de levensfilosofie, voornamelijk die van zijn leermeester Rudolf Eucken, maar ook van Friedrich Nietzsche, Wilhelm Dilthey en Henri Bergson. Naast deze invloeden van de levensfilosofie, had hij ook sterke interesse in het Amerikaans pragmatisme (Eucken onderhield zo ook een uitgebreide correspondentie met William James). In de tweede periode, van 1913 tot 1922, verschenen zijn grootste werken zoals Der Formalismus in der Ethik und die materiale Wertethiek (1913-1916), Vom Umsturz der Werte (1919) en Vom Ewigen im Menschen (1921). Deze periode van Schelers denken werd getypeerd door een sterk personalisme en christelijk theïsme. In zijn derde periode verliet hij zijn vroegere geloof en liet het theïsme achter zich. Dit is terug te vinden in Die Wissensformen und die Gesellschaft (1926), maar vooral in Die Stelling des Menschen im Kosmos (1928). De nadruk verschuift van de relatie Ik-God naar de mens zelf. Door zijn vroegtijdige dood kon hij echter deze nieuwe visie niet geheel meer uitwerken.

## Filosofie
Als filosoof wordt hij geplaatst binnen de fenomenologie. Hij is de voortzetter van de filosofische methode van de oprichter van de fenomenologie, Edmund Husserl, van wie ook Martin Heidegger leerling en Edith Stein (later zuster Teresa Benedicta van het Kruis) assistente en volgelinge was.

### Kennistheorie
In zijn kennistheorie stelt Scheler dat er drie soorten kennis zijn:
1. inductieve kennis: dit is de kennis van de positieve wetenschappen en zij vindt haar oorsprong in de heersersdrang en heeft de 'werkelijkheid' als object. Volgens Scheler raakt deze kennis nooit tot definitieve wetten. De buitenwereld bestaat dus voor Scheler, maar in de zin zoals Wilhelm Dilthey het beschrijft: de buitenwereld bewijst dat ze bestaat door en slechts in de weerstand die wij ondervinden in ons leven.
2. a priori kennis: in navolging van Immanuel Kant stelt Scheler dat er ook a priori kennis is, kennis die enkel door het verstand zelf tot stand komt. Binnen deze kennis wordt het hele driftleven en het reële bestaan van de dingen rondom ons uitgeschakeld en richten we ons enkel op "wezen" van de objecten: hoe ze aan ons verschijnen. Het a priori komt echter niet overeen met het rationele, maar ook het emotionele valt onder dit a priori (deze stelling staat bekend als emotioneel apriorisme).
3. metafysische/religieuze kennis (Heilwissen): eens men deze twee voorgaande vormen van kennis combineert dan krijgt met metafysische of religieuze kennis. Vragen die hieronder vallen zijn de grensproblemen tussen de verschillende wetenschappen (bijvoorbeeld de vraag 'Wat is leven?') of vragen rond de metafysica van het absolute. Onder deze metafysica verstaat hij echter een vorm van wijsgerige antropologie (met bijvoorbeeld de vraag 'Wat is de mens?').

### Emotioneel apriorisme
Zoals reeds gesteld is de mens in staat om "a priori kennis" te vergaren. Onder dit soort kennis valt niet enkel het rationele van de mens, maar ook het emotionele en het ethische. Het voorwerp van deze a priori, dus zonder tussenkomst van enige ervaring, kennis, is volgens Scheler de "waarde". De mens is in staat om de ethische waarden aan te voelen op basis van zijn emoties en intuïtie. Als een man beslist zijn leven te riskeren voor een ander persoon, doet hij dat niet zozeer uit rationele overwegingen, maar wordt hij intuïtief aangesproken door een waarde. Ethische waarden zijn voor Scheler ook absoluut: ze bestaan op zichzelf als onveranderlijke kwaliteit. De ethiek en haar waarden is dan ook niet relatief, maar slechts onze kennis van die waarden. Hij zet zich dan ook sterk af tegen het ethisch nominalisme, dat stelt dat waarden op ervaring gebaseerd zijn, het moreel relativisme en ethisch formalisme dat vertrekt van abstracte ethische principes (zoals de deontologie).
Verder maakt Scheler het onderscheid binnen het menselijk gedrag tussen het streven, het doel (Zweck), de bedoeling (Ziel) en de waarden. Onder het doel verstaat Scheler de inhoud van een handeling die zintuiglijk wordt voorgesteld, die gerealiseerd moet worden. Een bedoeling is dan weer iets dat niet wordt voorgesteld, maar op basis van een waarde. Een waarde is de onmiddellijke inhoud van een bedoeling. Elk streven heeft dan volgens Scheler ook altijd een bedoeling (bezit een waarde), maar geen doel (een voorstelling van het resultaat). Vele handelingen kom zo niet voort uit een doel, maar doordat de persoon in kwestie aangesproken wordt door een specifieke waarde.
De stelling "de mens streef altijd naar genot" is volgens Scheler dan ook verkeerd omdat deze stelling er van uitgaat dat elke streving ook een doel (namelijk het inbeelden van de genotstoestand) nodig heeft, terwijl ze echter ook met enkel een bedoeling kan plaatsvinden. Het menselijk handelen is dan volgens Scheler ook vooral gericht op waarden en niet zozeer op doelen. Er zijn verder drie groepen van waarden:
1. zintuiglijke waarden: geformuleerd in termen van lust en onlust
2. vitale waarden: geformuleerd in termen van het edele en het gemene
3. geestelijke waarden: geformuleerd in termen van het schone, het goddelijk, het rechtvaardige en het lelijke, goddeloze en onrechtvaardige.

Ook maakt Scheler verschillende classificaties op basis van de "dragers" van de waarden: zo zijn er enerzijds persoonswaarden en anderzijds zaakwaarden. Zaakwaarden zijn dan waarden die verbonden zijn met voorwerpen zoals werktuigen of cultuurgoederen.

### Persoon en gemeenschap
In zijn eerste twee grote werken, Zur Phänomenologie und Theorie der Sympathiegefühle und von Liebe und Haß (1913) en Der Formalismus in der Ethik und die materiale Wertethik (1913 - 1916), gaat Scheler vooral in op concepten zoals menselijke gevoelens, liefde, en de aard van persoonlijkheid en persoonsidentiteit. Hierin beargumenteert hij dat het menselijke zelf, de rede en het bewustzijn altijd al de persoonlijke sfeer veronderstellen. Een soort zuiver "zelf" of een zuivere rede zoals dat terug te vinden is bij Kant of Husserl is dus niet mogelijk. Zo kan volgens Scheler een persoon nooit volledig vereenzelvigd worden met 'bezield wezen' of het 'ik'. De 'persoon' moet men niet zoeken in psychische eigenschappen noch in een substantie zoals de ziel. Scheler wijst naar de menselijke gevoelens of het 'hart' als de essentie van een persoon en daarnaast wordt de mens ook sterk bepaald door zijn eigen handelen. Liefde en gevoel vormen de kern van de mens en volgen een eigen logica, net zoals Blaise Pascal al betoogde.
Andere kenmerken van een 'persoon' is dat hij geen deel is van de wereld, maar er daarentegen mee correleert: aan elke persoon correspondeert een (fenomenale) wereld (microkosmos) en aan elke wereld een persoon. Daarnaast bestaat een persoon ook altijd uit een enkeling (Einzelperson) en een gemeenschapspersoon (Gesamtperson): hij is enerzijds uniek en zelfstandig (als enkeling), maar anderzijds ook steeds een lid van de culturele gemeenschap rond hem (als gemeenschapspersoon). Een persoon is ook altijd een uniek en concreet wezen en spreken over "dé mens" of "bewustzijn op zich" is volgens Scheler dan ook onzinnig.

### De mens en God
Volgens Scheler is 'mens' een dubbelzinnige term: enerzijds kan het betrekking hebben op de mens als homo naturalis, slechts een kleine uithoek in de boom van het leven, maar anderzijds kan het ook slaan op de mens als 'God-zoeker', waarbij hij bidt en zoekt naar de zin van het leven en zo dus als 'persoon' naar voren komt.
In zijn latere werk, en vooral Die Stellung des Menschen im Kosmos (1928), benadrukt hij ook dat de mens altijd "buiten" de kosmos staat. Scheler stelt immers dat de mens en de wetenschap geneigd zijn om alles te interpreteren in termen van een object: de mens ziet een boom als een object, een stoel als een object, maar kan dit kader ook toepassen op de ruimte, de tijd, de dood of zelfs de hele kosmos. De mens is in staat om alles als 'ding' te zien. De oorsprong van dit 'verdingen' van alles rondom de mens, kan echter zelf geen 'object' zijn: deze grond, de mens, moet dus altijd buiten alle objecten staan en zo dus in het 'niets'. De mens is op deze wijze geen "in-de-wereld-zijn(de)" (in-der-Welt-sein) zoals Martin Heidegger stelde, maar net een "uit-de-wereld-zijn(de)".
Het beeld dat Scheler van God heeft, is dat van een persoonlijke God. Visies zoals het pantheïsme of een afstandelijk filosofisch godsbeeld ziet hij als parasitair op dit oorspronkelijke godsbeeld. De mogelijke tegenwerping van antropomorfisme doet hij af als absurd omdat volgens hem net de mens naar het evenbeeld van God geschapen is. God afdoen als een kopie van de mens, is de zaken omdraaien: in feite heeft de mens net goddelijke eigenschappen en moet men spreken van een "theomorfisme". Een religieuze ervaring van deze God is aanwezig in alle culturen en bij alle mensen en behoort tot de menselijke conditie.
Daarnaast doet Scheler godsbewijzen die in de traditionele godsdienstfilosofie worden aangehaald af als nutteloos en naast de kwestie. Men kan het bestaan van God niet funderen in een metafysica. De enige reden waarom deze godsbewijzen succes hadden in de middeleeuwen was omdat daar religieuze ervaringen wijdverspreid waren. Desondanks geeft hij zelf wel een nieuw argument voor het bestaan van God: omdat er aan elke persoon een wereld correleert, en er een absolute wereld is waarover wij spreken (macrokosmos), moet God bestaan als correlaat van die macrokosmos. Dus door het feit dat er religieuze ervaringen zijn die spreken over deze goddelijke wereld, moet er ook een God zijn die ermee samenhangt.

## Citaat
- "Het kapitalisme is zo'n plaag, dat de hem bestrijdende arts reeds aan hem te gronde gaat, nog voordat hij de aan het kapitalisme lijdende patiënt zelfs maar heeft kunnen benaderen." [7]

## Werken
- Das Ressentiment im Aufbau der Moralen (1912) in het Nederlands vertaald als Het ressentiment in de moraal, vert. Willem Visser, Amsterdam: Boom, 2008.
- Zur Phänomenologie und Theorie der Sympathiegefühle und von Liebe und Haß (1913)
- Der Genius des Kriegs und der Deutsche Krieg (1915)
- Der Formalismus in der Ethik und die materiale Wertethik (1913 - 1916)
- Vom Umsturz der Werte (1919)
- Neuer Versuch der Grundlegung eines ethischen Personalismus (1921)
- Vom Ewigen im Menschen (1921)
- Probleme der Religion. Zur religiösen Erneuerung (1921)
- Wesen und Formen der Sympathie (1923)
- Schriften zur Soziologie und Weltanschauungslehre, 3 banden (1923/1924)
- Die Wissensformen und die Gesellschaft (1926)
- Der Mensch im Weltalter des Ausgleichs (1926)
- Die Stellung des Menschen im Kosmos (1928)
- Philosophische Weltanschauung (1929)